# Small Craft on a Milk Sea
Small Craft on a Milk Sea (en español: Pequeña nave en un mar lácteo) es un álbum de estudio colaborativo del músico inglés Brian Eno, acompañado por Leo Abrahams y Jon Hopkins. Fue publicado el 20 de octubre de 2010 de manera anticipada en Japón, mientras su lanzamiento para Estados Unidos y Reino Unido fue a comienzos de noviembre.
El álbum fue su debut bajo el sello discográfico Warp, teniendo distintas ediciones limitadas en múltiples formatos, incluyendo dos ediciones deluxe con cuatro canciones extras y arte realizado por Eno.

## Concepto
Luego de la producción de una banda sonora para The Lovely Bones junto a Hopkins y Abrahams, notaron que tenían abundante material que no fue utilizado, sentando la idea base para el álbum. De ese concepto inicial, Eno aclara que solamente cinco canciones fueron compuestas durante la banda sonora, mientras que el resto del material son «piezas de fantasía, totalmente independiente».
“Las improvisaciones no eran intentos de terminar con una canción, sino más bien con un paisaje, la sensación de un lugar y tal vez, la interpretación de un evento. En ese sentido, carecen de manera deliberada «personalidad»: sin un cantante, sin narrador, sin un guía que te diga que sentir”.
— Brian Eno.

## Lista de canciones
Todas las canciones escritas y compuestas por Brian Eno, Leo Abrahams y Jon Hopkins. 
| N.º   | Título                      | Duración |  |
| 1.    | «Emerald and Lime»          | 3:02     |  |
| 2.    | «Complex Heaven»            | 3:05     |  |
| 3.    | «Small Craft on a Milk Sea» | 1:49     |  |
| 4.    | «Flint March»               | 1:56     |  |
| 5.    | «Horse»                     | 3:02     |  |
| 6.    | «2 Forms of Anger»          | 3:15     |  |
| 7.    | «Bone Jump»                 | 2:22     |  |
| 8.    | «Dust Shuffle»              | 1:54     |  |
| 9.    | «Paleosonic»                | 4:25     |  |
| 10.   | «Slow Ice, Old Moon»        | 3:25     |  |
| 11.   | «Lesser Heaven»             | 3:21     |  |
| 12.   | «Calcium Needles»           | 3:25     |  |
| 13.   | «Emerald and Stone»         | 2:12     |  |
| 14.   | «Written, Forgotten»        | 3:55     |  |
| 15.   | «Late Anthropocene»         | 8:09     |  |
| 49:03 |                             |          |  |

### Bonus tracks
| Edición japonesa |             |          |  |
| N.º              | Título      | Duración |  |
| 16.              | «Invisible» | 5:10     |  |
| 54:13            |             |          |  |

| iTunes Store |              |          |  |
| N.º          | Título       | Duración |  |
| 16.          | «Loose Rein» | 3:17     |  |
| 52:20        |              |          |  |

| Edición deluxe |                  |          |  |
| N.º            | Título           | Duración |  |
| 1.             | «Surfacing»      | 2:19     |  |
| 2.             | «Square Chain»   | 2:36     |  |
| 3.             | «Bimini Twist»   | 3:13     |  |
| 4.             | «Abandoned Ship» | 3:45     |  |
| 11:53          |                  |          |  |

| Seven Session on a Milk Sea |                                             |          |  |
| N.º                         | Título                                      | Duración |  |
| 1.                          | «Instant Nuclear Family»                    | 3:02     |  |
| 2.                          | «Signal Success»                            | 3:55     |  |
| 3.                          | «Written / Forgotten / Remembered»          | 2:30     |  |
| 4.                          | «Allen Loop»                                | 1:16     |  |
| 5.                          | «Abdominal Crisis»                          | 3:55     |  |
| 6.                          | «Big Thief Trudge»                          | 1:27     |  |
| 7.                          | «Instant Nuclear Family (Extended Version)» | 7:54     |  |
| 23:59                       |                                             |          |  |

## Posicionamiento en listas
| Listas (2010)                                | Mejor posición |
| -------------------------------------------- | -------------- |
| Bélgica (Ultratop Flanders)                  | 47             |
| Bélgica (Ultratop Wallonia)                  | 74             |
| Escocia (Scottish Albums)                    | 76             |
| Estados Unidos (Billboard 200)               | 84             |
| Estados Unidos (Top Dance/Electronic Albums) | 2              |
| Francia (SNEP)                               | 98             |
| Reino Unido (UK Albums)                      | 82             |